# マット・ウォーカー
マット・ウォーカー（Matt Walker、1988年6月30日 - ）は、アメリカ合衆国コロラド州出身のフリースキー選手。2010年のWinter X Gamesのスキースロープスタイル種目で6位。

## 生い立ち
2歳の時に父親にスキー場へ連れて行ってもらったのがスキーを始めたきっかけ。影響を受けた人はTanner RainvilleとAndrew Reynolds 	。スキー以外の趣味はサッカー、旅行、読書。両親は桃園を所有している。

## スポンサー
- ロックスター
- サロモン
- Sessions
- Dragon
- Jiberish
- Aspen